# Liberec Open 2022
Il Liberec Open 2022, noto anche come Svijany Open per motivi di sponsorizzazione, è stato un torneo maschile di tennis professionistico. È stata la 9ª edizione del torneo, facente parte della categoria Challenger 80 nell'ambito dell'ATP Challenger Tour 2022, con un montepremi di 45 730 €. Si è svolto dall'1 al 7 agosto 2022 sui campi in terra rossa del Liberecký tenisový klub di Liberec, in Repubblica Ceca.

## Partecipanti

### Teste di serie
| Nazionalità | Giocatore      | Ranking* | Testa di serie |
| ----------- | -------------- | -------- | -------------- |
| Rep. Ceca   | Jiří Lehečka   | 68       | 1              |
| Portogallo  | Nuno Borges    | 115      | 2              |
| Slovacchia  | Norbert Gombos | 117      | 3              |
| Rep. Ceca   | Tomáš Macháč   | 138      | 4              |
| Austria     | Jurij Rodionov | 145      | 5              |
| Francia     | Manuel Guinard | 148      | 6              |
| Rep. Ceca   | Vít Kopřiva    | 159      | 7              |
| Austria     | Gerald Melzer  | 188      | 8              |

* Ranking al 25 luglio 2022.

### Altri partecipanti
I seguenti giocatori hanno ricevuto una wild card per il tabellone principale:
- Andrew Paulson
- Daniel Siniakov
- Michael Vrbenský

Il seguente giocatore è entrato in tabellone con il ranking protetto:
- Pedro Sousa

Il seguente giocatore è entrato in tabellone come alternate:
- Otto Virtanen

I seguenti giocatori sono passati dalle qualificazioni:
- Giovanni Mpetshi Perricard
- Denis Yevseyev
- Sumit Nagal
- Petr Nouza
- Yshai Oliel
- Lukas Neumayer

Il seguente giocatore è entratp in tabellone come lucky loser:
- Vitaliy Sachko

## Campioni

### Singolare
Jiří Lehečka ha sconfitto in finale  Nicolás Álvarez Varona con il punteggio di 6–4, 6–4.

### Doppio
Neil Oberleitner /  Philipp Oswald hanno sconfitto in finale  Roman Jebavý /  Adam Pavlásek con il punteggio di 7–6(5), 6–2.